# Musée du Greco (Espagne)
Pour les articles homonymes, voir Musée du Greco.
Le musée du Greco est un musée situé dans la ville de Tolède en Espagne et consacré à la vie et à l'œuvre du peintre El Greco, né en Crète, mais qui a peint la majorité de ses tableaux à Tolède. L'institution a été inaugurée en 1911 et conçue comme une maison-musée vouée à réunir les tableaux de l'artiste, qui commençait à être réévalué à cette époque, et donner une idée de la façon dont il vivait. La maison n'est pas la véritable maison où Le Greco a passé le plus de temps à Tolède (elle est située un peu plus loin), mais elle tente de donner une bonne idée des conditions de vie du peintre.

## Histoire
L'idée du musée est due à Don Benigno de la Vega-Inclán y Flaquer, marquis de la Vega-Inclán (1858-1942), un mécène qui contribue à diffuser en Espagne la mode de la reconstitution des ambiances historiques où ont été créées les œuvres d'art (il est aussi à l'origine de la maison de Cervantès à Valladolid en 1915 et du musée du Romantisme de Madrid en 1924) et qui fait beaucoup pour la reconnaissance de l'œuvre du Greco,. Il est commissaire régisseur du tourisme entre 1911 et 1928. Au début du siècle, il achète un groupe de maisons du quartier juif historique de Tolède et les confie à l'architecte Eladio Laredo pour qu'il les restaure. Il accorde peu d'importance aux doutes justifiés quant au fait que le peintre ait réellement vécu dans cette maison en particulier, misant sur la re-création historique et sur le concept naissant de « musée d'ambiance ». Une fois terminés les travaux de restauration, il fait don du groupe de maisons à l'État, à l'exception de la maison-résidence de la Vega-Inclán qui reste sa propriété privée jusqu'en 1942, puis est léguée à l'État conformément à son testament.
Après la création le 27 avril 1910 d'un patronage constitué de personnalités des mondes de la culture, de l'art et de la politique, le musée est ouvert au public en juin 1911. Les tableaux du Greco dispersés un peu partout à Tolède sont rassemblés au musée après avoir été restaurés pour certains dans les ateliers du musée du Prado à Madrid. Le musée est agrandi à plusieurs reprises : en 1914 (création de quatre nouvelles salles dans les étages de la maison), 1921 (une nouvelle salle pour abriter quinze nouveaux tableaux) et 1924-1925 avec la construction d'une chapelle absidiale où s'installe un plafond à caissons mudéjar et qui abrite le retable de Saint-Bernard ; d'autres travaux sont entrepris en 1950 et 1960. En 1980 ont lieu des travaux de restauration intégrale des deux bâtiments et de l'espace d'exposition.
Au début du XXIe siècle, le musée du Greco est un musée national administré par le ministère de la Culture. Une nouvelle rénovation lancée en 2003 se termine en 2011 afin que la réouverture du musée coïncide avec son centenaire. Le nouvel espace d'exposition présente, en plus de la vie et de l'œuvre du Greco, des informations sur l'histoire de la maison-musée afin de la mettre en perspective avec les évolutions postérieures de la muséographie.

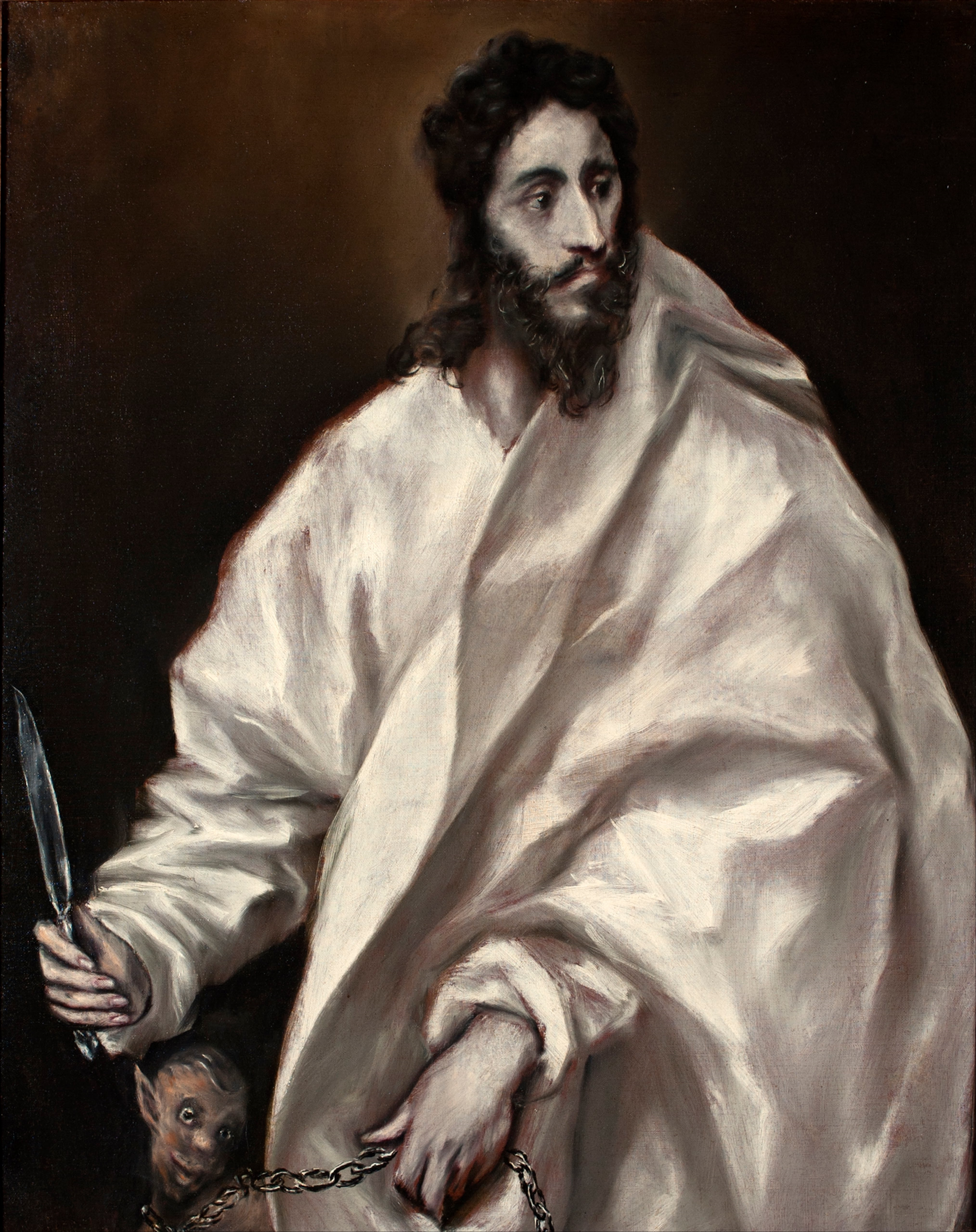
Saint Barthélémy.

## Collection

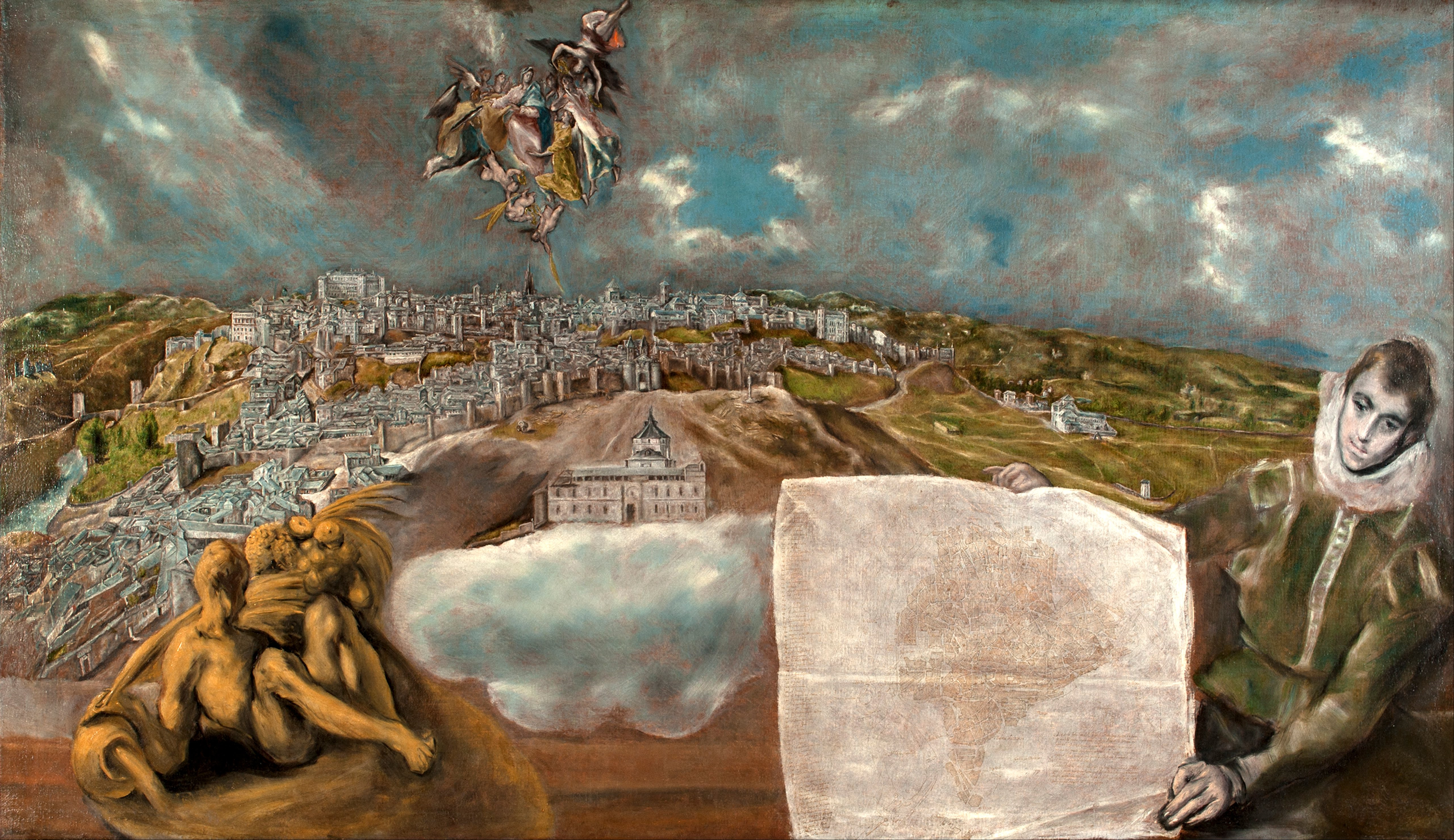
Vue et plan de Tolède (vers 1610), l'une des œuvres-phares du musée.

Le musée abrite des tableaux représentatifs des phases successives du parcours artistique du Greco. Il détient notamment plusieurs portraits de notables, Vue et plan de Tolède et les portraits des apôtres (certains inachevés).